# Sicista pseudonapaea
Sicista pseudonapaea là một loài động vật có vú trong họ Dipodidae, bộ Gặm nhấm. Loài này được Strautman mô tả năm 1949.